# Johan Andersson (Eishockeyspieler, Mai 1984)
Johan Andersson (* 18. Mai 1984 in Motala) ist ein ehemaliger schwedischer Eishockeyspieler, der 2014 seine Karriere als Eishockeyspieler aufgab, um ab 2015 als Polizist in Stockholm zu arbeiten. Seine Brüder Erik und Oscar sind ebenfalls professionelle Eishockeyspieler. 

## Karriere
Johan Andersson begann seine Karriere als Eishockeyspieler in der Nachwuchsabteilung von IF Troja-Ljungby, für dessen Profimannschaft er von 2000 bis 2004 in der HockeyAllsvenskan, der zweiten schwedischen Spielklasse, aktiv war. Anschließend spielte der Flügelspieler zwei Jahre lang für den Linköping HC aus der Elitserien sowie drei Jahre lang für dessen Ligarivalen Timrå IK. Zur Saison 2009/10 erhielt er einen Vertrag beim amtierenden schwedischen Meister Färjestad BK. Dort konnte er sich zwar einen Stammplatz erspielen, jedoch nicht an die Punktausbeute der beiden vorherigen Jahre anknüpfen, weshalb sein Vertrag nicht verlängert wurde. 
Die Saison 2010/11 verbrachte der ehemalige Nationalspieler bei seinem Ex-Verein Linköpings HC, ehe er sich zur folgenden Spielzeit mit dem Timrå IK einem weiteren Ex-Klub anschloss.
Ab 2013 stand Andersson wieder bei seinem Heimatverein IF Troja-Ljungby unter Vertrag, wo er seine Karriere Ende des Jahres 2014 nach zahlreichen Verletzungen im Laufe der Jahre offiziell beendete, um ab 2015 als Polizist in Stockholm zu arbeiten, wo er an der Polizeiakademie aufgenommen wurde.

### International
Für Schweden nahm Andersson im Juniorenbereich ausschließlich an der U20-Junioren-Weltmeisterschaft 2004 teil. Im Seniorenbereich stand er im Aufgebot seines Landes bei den Weltmeisterschaften 2008 und 2009. Bei der WM 2009 gewann er mit seiner Mannschaft die Bronzemedaille. 

## Erfolge und Auszeichnungen
- 2009 Bronzemedaille bei der Weltmeisterschaft

## Elitserien-Statistik
(Stand: Ende der Saison 2010/11)